# Fragmente der alten Eisenbahnlinie (Grebenstein)

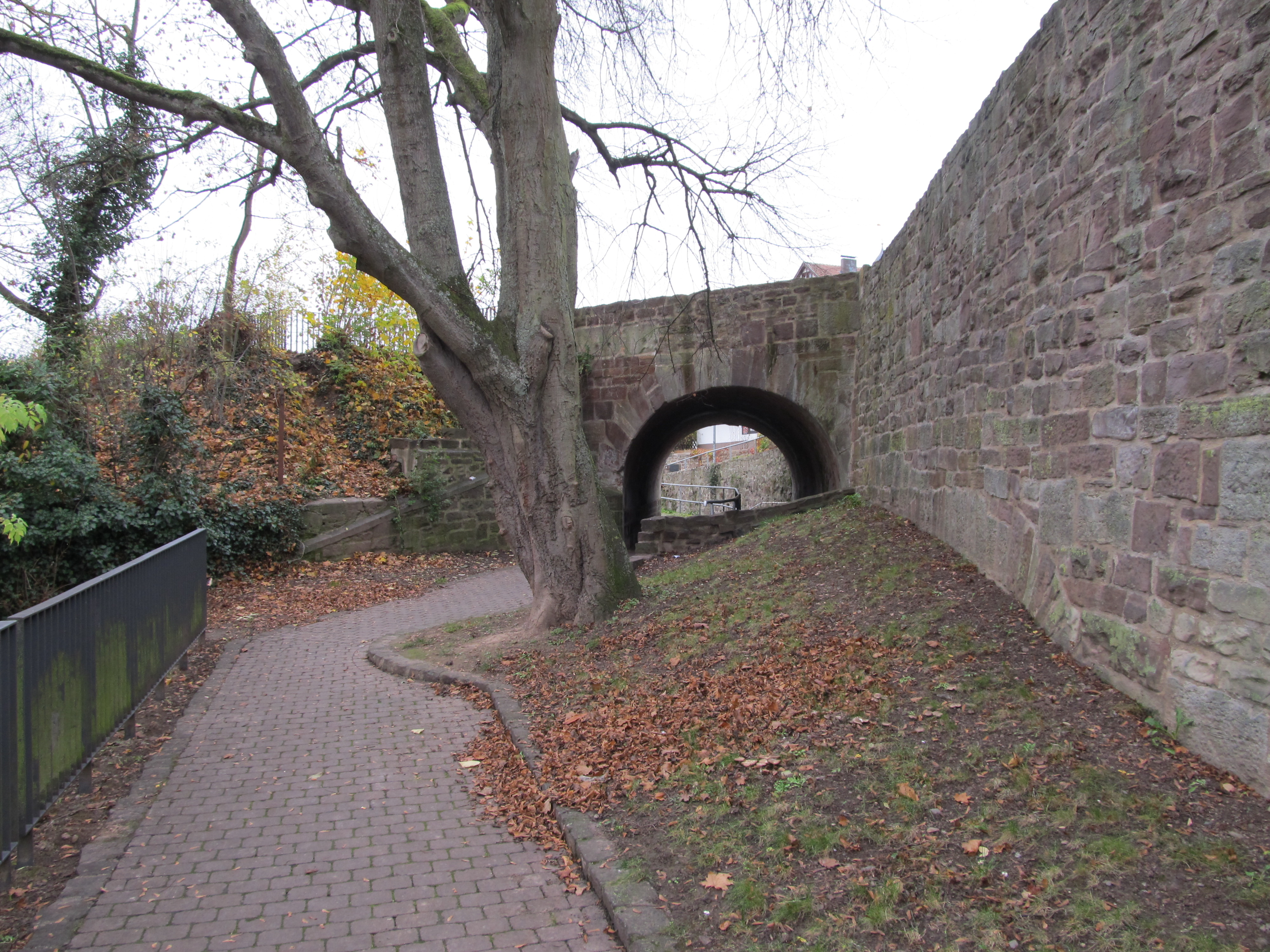
Brücke über den Mühlgraben in Grebenstein

Fragmente der alten Eisenbahnstrecke in Grebenstein, einer Stadt im Landkreis Kassel in Nordhessen, sind in der Unterstadt (Neustadt) im Bereich Am Graben erhalten. Sie sind heute ein geschütztes Kulturdenkmal.

Die Relikte sind Teile der 1848/49 erbauten ursprünglichen Friedrich-Wilhelms-Nordbahn. Nach der Verlegung der Trasse 1875 wurde die Bahnstrecke in der Ortslage stillgelegt. 
Als bauliche Reste erhalten ist eine kleine Brücke mit Segmentbogen über den Mühlgraben, die Brücke über die Esse und der zugehörige Güterschuppen in Wesersandstein.